# Arne Dokken
Arne Dokken (født 27. august 1955 i Drammen, Norge) er en norsk tidligere fodboldspiller (angriber) og -træner.
Dokken spillede 22 kampe og scorede to mål for det norske landshold, som han debuterede for i august 1975 i et opgør mod Sovjetunionen.
På klubplan spillede Dokken i hjemlandet for Strømsgodset, Lillestrøm SK og Rosenborg, mens han også tilbragte tre år som udlandsprofessionel i Grækenland. Han vandt det norske mesterskab med Rosenborg i 1985.

## Titler
Eliteserien
- 1985 med Rosenborg

Norsk pokal
- 1978 og 1980 med Lillestrøm

Græsk pokal
- 1982 med Panathinaikos